# Rebatida dupla
No beisebol, uma rebatida dupla (double) é o ato do batedor chegar salvo à segunda base por rebater a bola e alcançar a segunda em segurança, sem nem o benefício de um erro do defensor nem outro corredor sendo eliminado numa escolha do defensor.
Normalmente, uma dupla é uma bola bem rebatida ao campo externo que, ou acha a “brecha” entre o campista central e o esquerdo ou direito, bate no muro e cai em campo de jogo, ou segue paralela a uma das duas linhas de falta. Para rebater muitas duplas, primeiro se deve ter decentes habilidade e potência ao bastão; isso também ajuda correr bem o bastante para superar um lançamento externo.
Duplas geralmente impulsionam corridas da terceira base, segunda base, e até da primeira base às vezes.
Uma rebatida de duas bases concedida por um árbitro quando uma bola batida é rebatida em terreno válido e quica para fora do campo de jogo é referida como uma dupla por regra. Ao rebatedor é concedida a segunda base e quaisquer corredores avançam duas bases à frente da que eles ocupavam ao momento do arremesso. Antes de 1931, tais rebatidas eram consideradas home runs. Uma rebatida de duas bases concedida por causa do rebatedor rebater em um lugar especial definido nas regras do terreno também é definido como dupla por regra. Um exemplo disso no Wrigley Field é se uma bola batida ficar pendurada nas trepadeiras do cerca externa. As regras do Hubert H. Humphrey Metrodome concedem uma dupla por regra se a bola ficar presa no teto de teflon.